# Sobiesław (książę Dalen)
Sobiesław (IX wiek) – jeden z synów legendarnego księcia polskiego Leszka III.
Zgodnie z legendą miał otrzymać od ojca gród Dalen, który utożsamia się z Dahlenburg koło Lüneburga (ziemie Drzewian). Według legendy otruty wraz z dwudziestoma braćmi przez swego bratanka Popiela II.
Według legendy rodowej Sobieskich Sobiesław miał być przodkiem ich rodu. Z niejaką Olimpią, córką księcia Boiorum, miał mieć syna Arlemiusza.